# 뉴스 파이팅
《뉴스 파이팅, 김영수입니다》은 YTN라디오(FM 94.5㎒)에서 평일 아침 7시 20분부터 오전 9시까지 방송되는 출근길 라디오 아침 정보 프로그램이다.

## 진행자
- 1대 - 배승희 (변호사) : 2024년 5월 1일 ~ 2024년 12월 13일
- 2대 - 김영수 (YTN 앵커) : 2025년 1월 20일 ~ 현재

## 타이틀 변천사
- 1대 - 뉴스킹 : 2022년 4월 4일 ~ 2024년 4월 30일
- 2대 - 뉴스 파이팅 : 2024년 5월 1일 ~ 현재

## 같이 보기
- YTN라디오